# Acacia cangaiensis
Acacia cangaiensis — вид квіткових рослин з родини бобових. Ареал: Австралія (пн.сх. Новий Південний Уельс).

## Екологія
Він часто є частиною сухих склерофілових лісових угруповань, що ростуть на скелястих схилах і хребтах у скелетних піщаних ґрунтах.

## Біоморфологічна характеристика
Це дерево чи кущ зазвичай від 2 до 6 метрів заввишки. Кора темно-коричнева, гладка або дрібно тріщиниста. Гілочки з тонкими білими або жовтими притиснутими волосками. Прості пазушні суцвіття зустрічаються групами від 7 до 25 із сферичними головами діаметром від 5 до 7 мм і містять від 24 до 43 яскраво-жовтих квіток, які з’являються між січнем і березнем. Плоскі, шкірясті, прямі або вигнуті та скручені плоди мають довжину від 2 до 14 см і ширину від 9 до 12 мм.